# Rödelmaier
Rödelmaier é um município da Alemanha, situado no distrito de Rhön-Grabfeld, no estado da Baviera. Tem 6,28 km² de área, e sua população em 2019 foi estimada em 964 habitantes.